# Saba (langue)
Le saba est une langue afro-asiatique parlée dans le centre sud du Tchad.

## Écriture
| a | b | ɓ | d | ɗ | e | ə | g | i | j | k | l | m | n̰ | ŋ | o | p | r | s | t | u | w | y | ʼ |

L’accent aigu est utilisé dans le mot áŋ (pronom personnel pour la troisième personne du pluriel).